# Endan
Endan o bomba de humo ninja es un artefacto pequeño diseñado para generar humo a través de ignición. Es una de las herramientas y armas del arte marcial y de espionaje japonés Ninjitsu. El caparazón tradicional del artefacto era una nuez grande o una bola de papel de arroz, en la cual se introducía una serie de ingredientes, entre los que se encuentran orina, hojas, fósforo, cenizas y pólvora, que cuando se ponía en el piso y se encendía, formaba una nube cegadora por un minuto, suficiente para que el ninja distrajera al rival y escapara.